# Институт водных и экологических проблем СО РАН
Институт водных и экологических проблем СО РАН — институт Сибирского Отделения Академии Наук, организованный в 1987 году. Расположен в Барнауле.

## Общие сведения
Основными направлениями научной деятельности института является исследование водных и экологических проблем, мониторинг окружающей среды, снижение риска и уменьшение последствий природных и техногенных катастроф и др. Кроме того, с 1987 года в институте совместно с Росавиакосмосом и МГУ им. М.В. Ломоносова исследуются особенности влияния ракетно-космической деятельности на окружающую среду в нескольких регионах на территории Алтайского края, Республик Алтай, Хакасии и Казахстана.
Также институт участвует в нескольких международных проектах: международный проект «Золотая вода» (Golden Water) в рамках Ассоциации академий наук стран Азии (ААНА), Водный проект Международного института прикладного системного анализа (IIASA, Laxenburg, Австрия), международный проект «Транспорт наносов и морфологическая эволюция береговой зоны» (US NAVY Office of Naval Research), российско-бельгийские экспедиции по комплексному лимнологическому исследованию Телецкого озера (Республика Алтай), проект Международного научного комитета по проблемам окружающей среды (SCOPE) «Оценка распространения ртути и её роли в экосистемах» и др.

## История
- 1987 — на базе лабораторий ряда институтов Сибирского отделения РАН, проводивших исследования природно-ресурсной и экологической направленности образован Институт водных и экологических проблем СО РАН (1 сентября 1987). Первым директором-организатором института стал действительный член Российской академии наук Олег Федорович Васильев (директор до 1995 г., затем - советник Российской академии наук до самой смерти)[4][5].
- 1996 — на базе Новосибирской комплексной лаборатории и научно-исследовательской базы флота Сибирского отделения РАН в Новосибирском научном центре Сибирского отделения РАН создан Новосибирский филиал Института.
- 1999 — совместно с Кемеровским научным центром организована Лаборатория геоэкологических и водных проблем.
- 2002 — открыт Горно-Алтайский филиал (Республика Алтай)[4].
- 2003 — открыто новое здание института на улице Молодёжной, 1. Ранее, в 1993—2002 годах институт располагался в здании по ул. Папанинцев, 105[6].

## Структура
В составе института два филиала, два стационара и ряд лабораторий, работает аспирантура по 14 специальностям и докторантура по 2 специальностям.
- Лаборатории в Барнауле[2]:
  - Лаборатория биогеохимии — заведующий д. б. н., профессор Пузанов Александр Васильевич[9].
  - Лаборатория водной экологии — заведующий к. б. н., доцент Кириллов Владимир Викторович
  - Лаборатория гидробиологии — заведующий д. б. н., доцент Яныгина Любовь Васильевна
  - Лаборатория гидрологии и геоинформатики — заведующий д. т. н. Зиновьев Александр Тимофеевич
  - Лаборатория ландшафтно-водноэкологических исследований и природопользования — заведующий к. г. н., доцент Быков Николай Иванович
  - Лаборатория водных ресурсов и водопользования — заведующая д. г. н., доцент Рыбкина Ирина Дмитриевна
  - Лаборатория физики атмосферно-гидросферных процессов — заведующий д. т. н. Романов Андрей Николаевич[10].
  - Химико-аналитический центр — начальник д. х. н., доцент Папина Татьяна Савельевна
- Новосибирский филиал ИВЭП СО РАН — директор д. б. н. Ермолаева Надежда Ивановна
- Горно-Алтайский филиал ИВЭП СО РАН — директор д. с.-х. н., доцент Ельчининова Ольга Анатольевна
- Стационары института:
  - Кызыл-Озёкский почвенно-биологический стационар в Республике Алтай.
  - Ануйский стационар, недалеко от поселка Тог-Алтай в Солонешенском районе на р. Ануй.

## Сотрудники института
- В 2014 году в институте работало 176 сотрудников, в том числе 82 научных сотрудника, среди которых 1 академик, 16 докторов и 49 кандидатов наук[11].
  - Советник РАН — Васильев, Олег Федорович, академик РАН

## Дирекция
- Директор — Зиновьев Александр Тимофеевич, доктор технических наук[12]
- Заместители директора по научной работе:
  - Безматерных Дмитрий Михайлович, доцент, доктор биологических наук
  - Пузанов Александр Васильевич, профессор, доктор биологических наук
- Учёный секретарь:
  - Трошкин Дмитрий Николаевич, кандидат физико-математических наук, PhD